# Bulbophyllum xanthobulbum
Bulbophyllum xanthobulbum là một loài phong lan thuộc chi Bulbophyllum.